# Chris Mordetzky
Christopher "Chris" Todd Mordetzky (født 8. januar 1983) er en amerikansk fribryder bedst kendt fra WWE, hvor han kæmpede under navnet Chris Masters i deres RAW-liga. Den 8. november 2007 blev han imidlertid fyret fra WWE, da han fejlede en drugtest.